# 小行星4760
小行星4760（英語：4760 Jia-xiang）是一颗围绕太阳公转的小行星。1981年4月1日，哈佛天文台在哈佛大学天文台发现了此天体。
这颗小行星的绝对星等为130.3499115702828等。